# Blood
Blood je EP poljskog death metal-sastava Vader. Diskografska kuća Metal Blade Records objavila ga je 22. rujna 2003. U Poljskoj ga je objavio Metal Mind Productions. Dana 22. listopada iste godine album je objavljen u Japanu. 

## O albumu
Prve dvije pjesme snimljene su i masterirane u srpnju 2003. u studiju RG u Gdansku. Posljednje četiri snimljene su u veljaču i ožujku 2002. u studiju Red u Gdansku, tijekom sesije snimanja albuma Revelations i masterirane u studiju 333 u Częstochowu.
Blood je posljednji Vaderov album s bubnjarom Krzysztofom Raczkowskim, prvi na kojem je Marcin "Novy" Nowak naveden kao basist. Kao gost na albumu pojavio se gitarist Jacek Hiro.

## Popis pjesama
Glazba: Piotr Wiwczarek, osim gdje je navedeno drugačije.
| 1.    | »Shape-Shifting«                       | Paweł Frelik                |                             | 4:49 |
| 2.    | »We Wait«                              | Paweł Frelik                |                             | 3:54 |
| 3.    | »Son of Fire«                          | Piotr Wiwczarek             |                             | 2:12 |
| 4.    | »As the Fallen Rise«                   | Piotr Wiwczarek             |                             | 2:09 |
| 5.    | »Traveler«                             | Łukasz Szurmiński           |                             | 2:06 |
| 6.    | »When Darkness Calls«                  | Łukasz Szurmiński           |                             | 5:17 |
| 7.    | »Angel of Death« (obrada Thin Lizzyja) | Phil Lynott, Darren Wharton | Phil Lynott, Darren Wharton | 6:29 |
| 26:56 |                                        |                             |                             |      |

| Bonus pjesma na japanskom izdanju | Bonus pjesma na japanskom izdanju       | Bonus pjesma na japanskom izdanju | Bonus pjesma na japanskom izdanju | Bonus pjesma na japanskom izdanju | Bonus pjesma na japanskom izdanju | Bonus pjesma na japanskom izdanju | Bonus pjesma na japanskom izdanju | Bonus pjesma na japanskom izdanju | Bonus pjesma na japanskom izdanju |
| Br.                               | Skladba                                 | Tekstopisac                       | Skladatelj                        | Trajanje                          |                                   |                                   |                                   |                                   |                                   |
| --------------------------------- | --------------------------------------- | --------------------------------- | --------------------------------- | --------------------------------- | --------------------------------- | --------------------------------- | --------------------------------- | --------------------------------- | --------------------------------- |
| 8.                                | »Immortal Rites« (obrada Morbid Angela) | David Vincent                     | Trey Azagthoth, David Vincent     | 3:59                              |                                   |                                   |                                   |                                   |                                   |
| 30:55                             |                                         |                                   |                                   |                                   |                                   |                                   |                                   |                                   |                                   |

## Zasluge
| Vader - Peter – vokal, gitara - Doc – bubnjevi - Mauser – gitara Dodatni glazbenici - Jacek Hiro – solo-gitara (na pjesmi "Angel of Death") | Ostalo osoblje - Piotr Łukaszewski – inženjer zvuka - Michał Mielnik – mastering (1. i 2. pjesma) - Bartek Kuźniak – mastering (3. – 7. pjesme) - Jacek Wiśniewski – naslovnica albuma |